# Enriqueta Garreta Toldrà
Enriqueta Garreta i Toldrà (Barcelona, 26 d'octubre de 1907 - ibídem, 23 d'octubre de 1971) fou una pianista i pedagoga catalana, neboda d'Eduard Toldrà. Destaca per ser una de les pianistes més actives de la primera meitat del segle xx.

## Infantesa i joventut (1907-1927)
Va néixer a Barcelona l'any 1907, filla d'Emili Garreta i d'Enriqueta Toldrà i Soler, germana del músic Eduard Toldrà. Va estudiar a l'Escola Municipal de Música de Barcelona amb Santiñà, Millet i Pellicer. Finalitzà el superior de piano l'any 1926 amb excel·lents qualificacions. L'any 1927 guanyà per oposicions el premi Maria Barrientos, una beca que permetia perfeccionar els estudis musicals a l'estranger. Així doncs, el mateix any marxà París a perfeccionar el piano amb Ricard Viñes.

## Etapa a París (1927-1929)
Durant l'estada a París efectuà diversos recitals. Cal destacar el recital que efectuaren conjuntament Ricard Viñes i Garreta a la mítica Sala Érard el 21 d'abril de 1928, en el qual Viñes feu la primera audició de Berceuse de Otoño de Joaquín Rodrigo.

## Retorn a Barcelona (1929-71)
De retorn a Barcelona inicià una vida de concertista i de pedagoga. Actuà de solista amb formacions tan rellevants com la Banda Municipal de Barcelona, l'Orquestra Pau Casals o l'Orquestra Municipal de Barcelona sota la batuta de Joan Lamote de Grignon, Pau Casals, Eduard Toldrà o Joaquim Serra i Corominas. Col·laborà freqüentment amb liederistes com Concepció Badia, Emili Vendrell, Concepció Callao, Ricard Fuster, Mercè Plantada. Efectuà diversos recitals per a dos pianos amb Margarida Chala. En diversos concerts coincidí a l'escenari amb personatges rellevants com Robert Gerhard, Frank Marshall King, Alícia de Larrocha, Enric Casals, Joaquim Zamacois, Francesc Pujol, Josep Musset, Jaume Pahissa, Enric Morera o Ricard Lamote de Grignon.
El 17 de febrer de 1935 estrenà, juntament amb l'Orquestra Pau Casals, les Variacions per a orquestra i piano op.38 de Joaquim Serra, amb el qual compartiren al llarg de la seva vida amistat i admiració mútua. De fet, Joaquim Serra li dedicà una de les tres peces breus per a piano: Paisatge. Enriqueta Garreta es convertí en ambaixadora de les Variacions per a orquestra i piano op.38 de Joaquim Serra i les interpretà múltiples vegades amb l'Orquestra Municipal de Barcelona. També les interpretà amb l'Orquestra Simfònica de Madrid l'any 1933.
L'any 1937 participà com a solista de piano als concerts simfònics organitzats per la Direcció General de Radiodifusió de la Generalitat de Catalunya a càrrec de l'Orquestra Simfònica Catalana sota la batuta de Josep Fontbernat.
Després de la guerra civil, realitzà múltiples concerts de cambra i de lied a diversos espais de Barcelona.

## Darrers anys de la seva vida
Durant els darrers anys de la seva vida col·laborà diverses vegades amb l'Orquestra Municipal de Barcelona sota la batuta d'Eduard Toldrà. També efectuà diversos concerts de lied i de cambra a diferents llocs de Barcelona: Centre Cultural Medina, Amparo de Santa Llúcia, Sala Andreu, Escola del Mar, Ateneu Barcelonès, Palau de la Música Catalana, entre d'altres.
Morí a Barcelona el 23 d'octubre de 1971.

## Enregistraments històrics
Es conserven enregistraments històrics d'Enriqueta Garreta al piano i el seu oncle Eduard Toldrà al violí dels Sis Sonets d'Eduard Toldrà. També un disc de cançons enregistrat amb Francesca Callao amb obres de Francesc Pujol, Apel·les Mestres i Altinyent.